# Phil Brown (allenatore di calcio)
Philip Brown, detto Phil Brown (South Shields, 30 maggio 1959), è un allenatore di calcio ed ex calciatore inglese, di ruolo difensore.

## Carriera

### Giocatore
Phil Brown ha iniziato la sua carriera professionistica nel 1978 con l'Hartlepool United, dove ha giocato fino al 1985 collezionando 217 presenze e segnando 8 reti. In seguito ha vestito la maglia dell'Halifax Town dal 1985 al 1988, totalizzando 135 presenze e 19 gol.
Nel 1988 si è trasferito al Bolton Wanderers, dove è rimasto per sei stagioni disputando 256 incontri e realizzando 14 reti. Ha terminato la carriera da calciatore nel Blackpool, dove ha giocato fino al 1996, collezionando 44 presenze e 5 gol.

### Allenatore
Nella stagione 2007-2008, Brown è stato protagonista della prima promozione in Premier League nella storia dell'Hull City, dopo una buona stagione nella Football League Championship, la serie cadetta del campionato inglese. Nella stagione successiva, la partenza in Premier League è sorprendente (alla fine del girone di andata i Tigers si trovavano nelle zone alte della classifica), ma nella seconda parte della stagione il calo è vistoso, e la squadra riesce a salvarsi soltanto grazie alle continue sconfitte di Newcastle Utd e Middlesbrough. Lo scarso rendimento prosegue all'inizio della stagione 2009-2010. Il 15 marzo 2010, con l'Hull City penultimo in classifica, la dirigenza del club comunica il licenziamento di Brown con effetto immediato.

## Palmarès

### Giocatore

#### Competizioni nazionali
- English Football League Trophy: 1

Bolton: 1988-1989